# Akira Sasō
Akira Sasō (さそう あきら Sasō Akira?, nacido el 9 de febrero de 1961) es un ilustrador y educador japonés. Ha ganado un Premio Cultural Tezuka Osamu y dos premios del Festival de arte de Japón, este último por su manga Shindō (1997–1998) y Maestro (2003–2007).

## Biografía
Sasō nació en Takarazuka, Hyōgo, Japón, en 1961. Completó su educación secundaria en Ikeda Senior High School en Osaka, luego asistió a la Facultad de Literatura en la Universidad de Waseda, graduándose en 1984. Ese año hizo su debut en el manga con Shiroi shiroi natsu yanen, que se publicó en la Young Magazine orientada a seinen en 1984. A fines de la década de 1990, había terminado obras como Ai ga isogashii y Oretachi ni Asu wa Naissu.
Entre 1997 y 1998, Sasō escribió Shindō, que se publicó en Manga Action en cuatro volúmenes. Sigue a Uta, una joven prodigio musical que rechaza sus dones luego de la desaparición de su padre. Para este manga, Sasō recibió el 3er Premio Cultural Tezuka Osamu, así como un premio a la excelencia del Festival de arte de Japón. Al recibir el último premio, Sasō declaró que había intentado transmitir el sonido a través de su narrativa. El concejo del Festival de arte de Japón declaró que las «ilustraciones delicadas del manga expresan las emociones tempestuosas de la niña y el niño, al tiempo que crean un ritmo para la música de piano». Una versión cinematográfica del manga, dirigida por Koji Hagiuda y protagonizada por Riko Narumi y Kenichi Matsuyama, fue lanzada en 2007.
A principios de 2004, Sasō comenzó a publicar Kodomo no Kodomo en Manga Action. Los tres volúmenes del manga siguieron a Haruna, una estudiante de quinto grado de 11 años que quedó embarazada después de tener relaciones sexuales con su amigo de la infancia Hiroyuki. En 2008, la historia fue adaptada al cine, con Haruna Amari en el papel principal.
El Maestro (マエストロ?) de Sasō ganó un premio a la excelencia del Festival de arte de Japón en 2008, y fue nominado para el Premio Cultural Tezuka Osamu. Publicado en Manga Action de Futabasha, y más tarde en su sitio web, de 2003 a 2007, el cómic sigue a un conductor poco ortodoxo llamado Tendō que dirige una orquesta y restaura la confianza de sus miembros. Una adaptación cinematográfica, dirigida por Shōtarō Kobayashi y protagonizada por Tori Matsuzaka y Toshiyuki Nishida, fue estrenada en 2015.
De febrero a agosto de 2008, Sasō publicó una adaptación de la película Okuribito de Yōjirō Takita, serializada en doce entregas quincenales en el Big Comic Superior. Estuvo de acuerdo en asumir la adaptación ya que estaba impresionado por el guion de Kundō Koyama. Sasō tuvo la oportunidad de ver la película antes de comenzar la adaptación, y llegó a sentir que una adaptación demasiado literal no sería apropiada. Hizo cambios en la configuración y las apariencias físicas de los personajes, y aumentó el enfoque en el papel de la música en la historia. Más tarde, en 2008, la serie se compiló en un volumen de 280 páginas publicado por Shogakukan.
Sasō ha escrito una variedad de manga, incluyendo Toto's World (sobre un niño que no puede hablar) y Fujisan. Toto's World fue adaptado al cine por NHK. En junio de 2014, fue uno de los veinte artistas que colaboraron en un manga especial de Godzilla, publicado por Big Comic Original en conmemoración del 60 aniversario del personaje principal. Sasō se convirtió en profesor en el Departamento de Manga de la Universidad Kyoto Seika en 2006.

## Obras citadas
- «第3回 マンガ優秀賞 さそうあきら　『神童』» [3er Premio Cultural Tezuka Osamu]. Asahi Shimbun (en japonés). Archivado desde el original el 24 de julio de 2014. Consultado el 18 de julio de 2010.
- «さそう あきら» [Akira Sasō] (en japonés). Kyoto Seika University. Archivado desde el original el 24 de julio de 2014. Consultado el 24 de julio de 2014.
- «"ゴジラ漫画"を高橋留美子・北見けんいち・吉田戦車ら人気作家20名が描き下ろし！» [Twenty Popular Writers Collaborate on Godzilla Manga!]. MSN News (en japonés). 22 de julio de 2014. Archivado desde el original el 24 de julio de 2014. Consultado el 24 de julio de 2014. Archivado el 24 de julio de 2014 en WebCite

- «2008 Japan Media Arts Festival Awards» (en japonés). Japan Media Arts Plaza, Agencia para Asuntos Culturales. Archivado desde el original el 24 de agosto de 2011. Consultado el 1 de marzo de 2009.
- «Kodomo no Kodomo Manga's Live-Action Film in September» (en inglés). Anime News Network. 19 de junio de 2008. Archivado desde el original el 24 de julio de 2014. Consultado el 24 de julio de 2014.
- Okuribito. WorldCat. OCLC 271435675.
- «Shindo» (en inglés). Japan Media Arts Plaza, Agencia para Asuntos Culturales. Archivado desde el original el 5 de septiembre de 2010. Consultado el 24 de julio de 2014.
- Schilling, Mark (27 de abril de 2007). «Shindo» (en inglés). The Japan Times. Archivado desde el original el 13 de abril de 2012. Consultado el 3 de enero de 2014.
- Takahashi, Masahiro (10 de septiembre de 2008). «映画で企画、漫画を作る　「コミカライズ」が隆盛» [In the Movies, Planning for Comics, Komikaraizu is Flourishing]. Asahi Shimbun (en japonés). Consultado el 22 de mayo de 2014.
- «Tori Matsuzaka Stars in Film of Akira Saso's Maestro Manga» (en inglés). Anime News Network. 30 de enero de 2014. Archivado desde el original el 24 de julio de 2014. Consultado el 24 de julio de 2014.